# Nefritis intersticial aguda

Nefritis intersticial aguda.

La nefritis intersticial aguda (también conocida en la nomenclatura médica por su sigla en inglés como AIN [acute interstitial nephritis] ) 
es un trastorno renal  (una nefritis)  que se caracteriza por la presencia de edema e infiltrado inflamatorio compuesto principalmente por linfocitos T que invaden el intersticio y los túbulos, además representa del 15-27% de las lesiones en pacientes con lesión renal aguda.

## Causas

### Inducida por fármacos
Es la más frecuente y se debe a la reacción alérgica que pueden ocasionar.
o	Antibióticos: B- lactámicos, sulfonamidas, quinolonas, vancomicina, eritromicina, minociclina, rifampicina, etambutol.
o	Aciclovir.
o	Antiinflamatorios no esteroideos, inhibidores de la COX-2.
o	Diuréticos: rara vez tiazidas, diuréticos de asa, triamtereno.
o	Anticonvulsivos: fenitoina, valproato, carbamazepina, fenobarbital.
o	Diversos: inhibidores de la bomba de protones, antagonistas H2, captopril, mesalazina, indinavir, alopurinol.

### Infecciones
o	Bacterias: Streptococcus, Staphylococcus, Legionella, Salmonella, Brucella, Yersinia, Corynebacterium diphtheriae.
o	Virus: Virus de Epstein Barr, Citomegalovirus (CMV), Hantavirus, Poliomavirus, VIH.
o	Leptospira, Rickettsia, Mycoplasma.

### Autoinmunitarias
o	Nefritis tubulointersticial con uveítis
o	Síndrome de Sjögren
o	Lupus eritematoso sistémico
o	Nefritis intersticial granulomatosa
o	Enfermedad sistémica relacionada con IgG4
o	Nefritis intersticial autoinmunitaria idiopática

### Trastornos obstructivos agudos
o	Nefropatía por cadenas ligeras (“riñón de mieloma”)
o	Nefropatía aguda por fosfato
o	Nefropatía aguda por urato

## Signos y síntomas
Se manifiesta frecuentemente como una lesión renal aguda, con una rápida disminución de la tasa de filtración glomerular, con fiebre, erupción cutánea, eosinofilia, hematuria, piuria estéril, niveles elevados de IgE  y proteinuria leve. Se producen a cualquier edad. 
Sin embargo dependiendo de su causa la nefritis intersticial aguda presenta signos y síntomas específicos:
•	Antiinflamatorios no esteroideos (AINES): 
Es más común en personas de edad avanzada, tal vez debido a la mayor incidencia de trastornos artríticos en esta población. 

Una característica única es que los pacientes pueden presentar síndrome nefrótico que se caracteriza por una proteinuria masiva con hipoalbuminemia y edema, además de las características típicas de la nefritis intersticial aguda. 
•	Antibióticos:
Se presenta con erupción cutánea, eosinofilia, piuria (estériles), hematuria y proteinuria (por lo general <1 g / d).Sin embargo, al contrario que en la nefritis intersticial alérgica inducida por AINES, la proteinuria en rango nefrótico es muy raro. 

La rifampicina es el único en que la nefritis intersticial se produce generalmente cuando el antibiótico se reintroduce después de un intervalo . Además, la nefritis intersticial asociada a ella no se manifiesta con eosinofilia.
•	Infecciones con agentes virales, bacterias, hongos:
En la enfermedad del VIH, la nefritis intersticial aguda se observa generalmente en conjunto con enfermedad glomerular (es decir, glomeruloesclerosis segmentaria focal). No presenta rasgos característicos, como la eosinofilia y la fiebre.

## Diagnóstico
En la práctica habitual el diagnóstico se determina con base al cuadro clínico que se debe a la aparición súbita de síntomas en una persona con infección generalizada o asociados a la ingesta de medicamentos que pueden provocar nefritis intersticial aguda y a manifestaciones alérgicas extrarrenales, y descartando otras causas de nefropatía aguda.
Exámenes complementarios:
•	Panel químico: incluye creatinina sérica, nitrógeno ureico, bicarbonato.
•	Análisis de orina: proteinuria generalmente leve o moderada, la proteinuria nefrótica sugiere como etiología los AINES.
También presenta hematuria, piuria, cilindros, leucocitos.
Los eosinófilos urinarios no son parámetro sensible ni específico para nefritis intersticial aguda por lo que no se recomienda realizar la prueba.
•	Análisis de sangre: se puede mostrar eosinofilia, pero no es muy frecuente.
•	Biopsia renal: permite el diagnóstico definitivo. Se realiza si hay dudas significativas respecto a la causa de la enfermedad renal, revela infiltración intersticial y tubular extensa con leucocitos, neutrófilos y eosinófilos.

## Diagnósticos diferenciales
•	Glomerulonefritis aguda
•	Lesión renal aguda
•	Obstrucción del tracto urinario.

## Tratamiento
Si la nefritis intersticial aguda es causada por un fármaco, este se debe suspender, lo que conduce a una reversión de la lesión renal. Sin embargo, según la duración de la exposición y el grado de atrofia tubular y fibrosis intersticial que haya ocurrido, es posible que el daño renal no sea reversible del todo.
La terapia con glucocorticoides como prednisolona o metilprednisolona pueden acelerar el proceso de recuperación y disminuir el riesgo de que progrese a una insuficiencia renal crónica.